# President del Brasil
El President del Brasil (portuguès Presidente da República Federativa do Brasil) és el cap d'estat i cap de govern. Junt amb el Vicepresident i ajudat pels ministres d'estat integren el poder executiu.

## Història
La presidència del Brasil es va crear després de la instauració de la república (15 de novembre de 1889), que substituí l'imperi. El President acumula els papers de cap d'estat i cap de govern, tret del període entre setembre de 1961 i gener de 1963, quan el país va tenir un règim parlamentari i el cap de govern va ser el primer ministre (president del consell de ministres) i no pas el president.
El president i el vicepresident són elegits simultàniament per sufragi popular directe. La duració del seu mandat és de 4 anys, amb possibilitat de reelecció. En primera volta, és escollida la candidatura conjunta (chapa) de president-vicepresident que obtingui la majoria absoluta dels vots vàlidament emesos. En cas de no ser així les candidatures que tinguin la primera i segona majoria passen a una segona volta. Les dades de les eleccions són el primer diumenge d'octubre per a la primera volta i l'últim diumenge del mateix mes per a la segona volta. Totes es realitzen en l'any anterior a la vigència del mandat presidencial. A partir de 2027, la cerimònia de presa de possessió se celebra el 5 de gener, que abans se celebrava el 1r de gener.
La Constitució Federal, en el seu article 79, estableix que el vicepresident succeeix definitivament al president quan aquest mor, renuncia o és destituït del càrrec. Després del vicepresident, conformen la línia successòria els presidents de la Cambra de Diputats, el Senat Federal i el Suprem Tribunal Federal, d'acord amb l'article 80. Tanmateix, aquests tres últims només substitueixen temporalment el president, i no recau en ells la successió definitiva. El vicepresident (com la resta de persones que figuren en la línia successòria) també actua com a president en funcions quan el titular es trobi en situació d'incapacitat, suspès per procediment d'impeachment o en viatge a l'estranger.
Si ambdós càrrecs quedessin vacants en els dos primers anys del mandat,se celebren eleccions populars en el termini de 90 dies. Si ambdues vacants es produeixen durant els dos últims anys de legislatura, el Congrés Nacional ha de celebrar eleccions indirectes en un termini de 30 dies per triar el president i el vicepresident.

## Llista de Presidents del Brasil
| #  | President                       | President                 | Inici                  | Final                           | Vicepresident(s)              |
| -- | ------------------------------- | ------------------------- | ---------------------- | ------------------------------- | ----------------------------- |
| 1  | Deodoro da Fonseca              | Deodoro da Fonseca        | 15 de novembre de 1889 | 23 de novembre de 1891          | Floriano Peixoto              |
| 2  | Floriano Peixoto                | Floriano Peixoto          | 23 de novembre de 1891 | 15 de novembre de 1894          |                               |
| 3  | Prudente de Morais              | Prudente de Morais        | 15 de novembre de 1894 | 15 de novembre de 1898          | Manuel Vitorino               |
| 4  | Campos Sales                    | Campos Sales              | 15 de novembre de 1898 | 15 de novembre de 1902          | Rosa e Silva                  |
| 5  | Rodrigues Alves                 | Rodrigues Alves           | 15 de novembre de 1902 | 15 de novembre de 1906          | Silviano Brandão Afonso Pena  |
| 6  | Afonso Pena                     | Afonso Pena               | 15 de novembre de 1906 | 14 de juny de 1909              | Nilo Peçanha                  |
| 7  | Nilo Peçanha                    | Nilo Peçanha              | 14 de juny de 1909     | 15 de novembre de 1910          |                               |
| 8  | Hermes da Fonseca               | Hermes da Fonseca         | 15 de novembre de 1910 | 15 de novembre de 1914          | Venceslau Braz                |
| 9  | Venceslau Braz                  | Venceslau Braz            | 15 de novembre de 1914 | 15 de novembre de 1918          | Urbano Santos                 |
| -  | Rodrigues Alves²                | Rodrigues Alves           |                        |                                 | Delfim Moreira                |
| 10 | Delfim Moreira                  | Delfim Moreira            | 15 de novembre de 1918 | 28 de juliol de 1919            |                               |
| 11 | Epitacio Pessoa                 | Epitacio Pessoa           | 28 de juliol de 1919   | 15 de novembre de 1922          | Delfim Moreira Bueno de Paiva |
| 12 | Artur Bernardes                 | Artur Bernardes           | 15 de novembre de 1922 | 15 de novembre de 1926          | Estacio Coimbra               |
| 13 | Washington Luís                 | Washington Luís           | 15 de novembre de 1926 | 24 d'octubre de 1930            | Melo Viana                    |
| -  | Julio Prestes                   | Julio Prestes             |                        |                                 | Vital Soares                  |
| -  | Augusto Fragoso (Junta militar) | Augusto Fragoso           | 24 d'octubre de 1930   | 3 de novembre de 1930           |                               |
| 14 | Getúlio Vargas                  | Getúlio Vargas            | 3 de novembre de 1930  | 29 d'octubre de 1945            |                               |
| 15 | José Linhares                   | José Linhares             | 29 d'octubre de 1945   | 31 de gener de 1946             |                               |
| 16 | Gaspar Dutra                    | Eurico Gaspar Dutra       | 31 de gener de 1946    | 31 de gener de 1951             | Nereu Ramos                   |
| 17 | Getúlio Vargas                  | Getúlio Vargas            | 31 de gener de 1951    | 24 d'agost de 1954              | João Café Filho               |
| 18 | João Café Filho                 | João Café Filho           | 24 d'agost de 1954     | 9 de novembre de 1955           |                               |
| 19 | Carlos Luz                      | Carlos Luz                | 9 de novembre de 1955  | 11 de novembre de 1955          |                               |
| 20 | Nereu Ramos                     | Nereu Ramos               | 11 de novembre de 1955 | 31 de gener de 1956             |                               |
| 21 | Juscelino Kubitschek            | Juscelino Kubitschek      | 31 de gener de 1956    | 31 de gener de 1961             | João Goulart                  |
| 22 | Jânio Quadros                   | Jânio Quadros             | 31 de gener de 1961    | 25 d'agost de 1961              | João Goulart                  |
| 23 | Ranieri Mazzilli                | Ranieri Mazzilli          | 25 d'agost de 1961     | 7 de setembre de 1961           |                               |
| 24 | João Goulart                    | João Goulart              | 7 de setembre de 1961  | 1 d'abril de 1964               |                               |
| 25 | Ranieri Mazzilli                | Ranieri Mazzilli          | 2 d'abril de 1964      | 15 d'abril de 1964              |                               |
| 26 | Castelo Branco                  | Castelo Branco            | 15 d'abril de 1964     | 15 de març de 1967              | José Maria Alckmin            |
| 27 | Costa e Silva                   | Costa e Silva             | 15 de març de 1967     | 31 d'agost de 1969⁶             | Pedro Aleixo                  |
| 28 | Garrastazu Medici               | Garrastazu Médici         | 30 d'octubre de 1969   | 15 de març de 1974              | Augusto Rademaker             |
| 29 | Ernesto Geisel                  | Ernesto Geisel            | 15 de març de 1974     | 15 de març de 1979              | Adalberto Pereira dos Santos  |
| 30 | João Figueiredo                 | João Figueiredo           | 15 de març de 1979     | 15 de març de 1985              | Aureliano Chaves              |
| -  | Tancredo Neves                  | Tancredo Neves            |                        |                                 | José Sarney                   |
| 31 | José Sarney                     |                           | 15 de març de 1985     | 15 de març de 1990              |                               |
| 32 | Fernando Collor                 |                           | 15 de març de 1990     | 2 d'octubre de 1992             | Itamar Franco                 |
| 33 | Itamar Franco                   |                           | 2 d'octubre de 1992    | 1 de gener de 1995              |                               |
| 34 | Fernando Henrique Cardoso       | Fernando Henrique Cardoso | 1 de gener de 1995     | 1 de gener de 2003              | Marco Maciel                  |
| 35 | Luiz Inácio Lula da Silva       | Luiz Inácio Lula da Silva | 1 de gener de 2003     | 1 de gener de 2011              | José Alencar                  |
| 36 | Dilma Rousseff                  | Dilma Rousseff            | 1 de gener de 2011     | (Suspesa el 12 de maig de 2016) | Michel Temer                  |
| 37 | Michel Temer (interí)           | Michel Temer              | 12 de maig de 2016     | 31 de desembre de 2018          | Vacant                        |
| 38 | Jair Bolsonaro                  | Jair Bolsonaro            | 1 de gener de 2019     | 31 de desembre de 2022          | Hamilton Mourão               |
| 39 | Luiz Inácio Lula da Silva       | Luiz Inácio Lula da Silva | 1 de gener de 2023     |                                 | Geraldo Alckmin               |